# Sortehavet
Sortehavet er et ca. 450.000 km² stort indhav mellem Europa og Lilleasien. Det er 1.154 km langt, 610 km på det bredeste sted, og op til 2.250 m dybt. Sortehavet er forbundet med Middelhavet via Bosporusstrædet, Marmarahavet og Dardanellerne, og med det Azovske Hav gennem Kertjstrædet.

## Geografi
En række af Mellem- og Østeuropas største floder munder ud i Sortehavet, således Donau, Dnestr, Dnepr, Don. På grund af denne (ferskvands)tilstrømning er havet forholdsvis saltfattigt.

### Lande med kystlinje til Sortehavet
- Bulgarien
- Georgien
- Rumænien
- Rusland
- Tyrkiet
- Ukraine

### Vigtige havnebyer omkring Sortehavet
- Handels- el. militære byer: Odessa, Sevastopol’ og Novorossijsk.
- Turistbyer: Golden Sands og Sunny Beach i Bulgarien. Batumi i Georgien.
- Historiske byer: Jalta på Krimhalvøen. Byen der lagde grund til Jaltakonferencen i feb. 1945, og hvis konklusioner blev styrende for tiden efter d. 2. verdenskrig herunder den kolde krig.
- Olympiske byer: Sotji (i Rusland tæt på grænsen til Georgien), der var vært for De olympiske vinterlege 2014.

Selvom Istanbul teknisk set ligger ved Bosporusstrædet, så fungerer den som søvejens port til Sortehavet.

## Historie
Sortehavet er en rest af det gamle hav Parathetys, som det Kaspiske Hav og Aralsøen også er opstået af. Ved istidens afslutning skete der en afvanding af dette hav som følge af de stigende temperaturer og kontinentalpladens stigning, efterhånden som isen trak sig tilbage. I årtusinder var passagen mellem Middelhavet og Sortehavet spærret, hvilket førte til en markant lavere vandstand i Sortehavet. Vandet ser ud til at have brudt igennem Bosporus i det 7. årtusinde f.Kr., hvilket har ført til oversvømmelser af store områder, der tidligere var beboet og opdyrket af agerdyrkere. Ifølge en populær, men omstridt teori der blev lanceret i 1998, er det denne begivenhed, der ligger bag den bibelske syndflodsmyte. Den igangværende kollision mellem de eurasiske og afrikanske kontinentalplader og den vestlige forkastning af den anatolske del langs den nordanatolske forkastningszone og østanatolske forkastningszone er afgørende for den aktuelle tektoniske situation, hvis følger strækker sig ud i Sortehavsområdet og har medført en betydelig vulkansk aktivitet i den anatolske region. Det er disse geologiske mekanismer, der har forårsaget den periodiske isolation af Sortehavet fra resten af det globale havsystemet.

## Navn
Den moderne betegnelse Sortehavet (tysk Schwarzes Meer, engelsk Black Sea, fransk Mer Noire, russisk Čërnoe More) er en oversættelse fra tyrkisk Kara Deniz; Middelhavet hedder tilsvarende Ak Deniz "Hvidehavet", idet farverne sort og hvid i ældre tyrkisk tradition betegner verdenshjørner, oprindelig vest og øst, siden nord og syd. På nordisk er navnet fast allerede hos Snorri Sturluson.
På klassisk græsk hed havet Pontos Euxeinos "det gæstfri hav"; det var en eufemistisk omdannelse af et ældre Pontos Axeinos "det ugæstfri hav". Sortehavet var betydelig farligere end Middelhavet. Navnet kommer dog sandsynligvis fra iransk *axšaina- "sort". Dette navn er først brugt i en middelpersisk tekst (9. årh. e.Kr.) i formen Xašēn, men det må have været almindeligt allerede før det 7. årh. f.Kr., hvor grækerne koloniserede Sortehavet. Navnet på det Røde Hav, græsk Erythrē Thalassa, hører til dette system og betød oprindelig "sydhavet". Hos Herodot er det netop det sydlige hav: det Indiske Ocean inklusive den Persiske Bugt og det Røde Hav.